# 栽培二棱大麦
栽培二棱大麦（学名：Hordeum distichon），为禾本科大麦属下的一个植物种。